# Joseph-Henri Mees
Joseph-Henri Mees (Brussel, 28 mei 1777 – Parijs, 18 december 1858) was een Belgisch violist, componist, dirigent en muziekpedagoog.
Hij was zoon van het echtpaar Henri Mees en Mimi Vitzthumb (Marie Françoise Vitzthumb). Vader en moeder waren acteurs en/of zangers in de Muntschouwburg.
Joseph-Henri begon als vijfjarige als koorknaap te zingen in een plaatselijke kerk, maar schakelde al snel over op viool, en schoof met dat instrument rond 1787 al aan bij het orkest van de Muntschouwburg. Ondertussen bleef hij les krijgen op de viool, maar er volgden ook lessen in harmonieleer en contrapunt bij zijn grootvader Ignaz Vitzthumb. Het gezin vertrok in 1794 naar Hamburg en maakte toen deel uit van de door hen gestichte Franse Opera aldaar. In 1799 is Mees al weer terug in België om met danseres Catherine Lambert (Madame Saint-Romain) te trouwen. Uit dat huwelijk werd in 1811 danseres Genevieve-Angélique Mees geboren, die naam zou maken als Mademoiselle Saint-Romain.
Mees trok als orkestdirigent heel Europa door; hij werkte in Duitsland, Zweden en Frankrijk, maar verbleef ook in Brussel, Amsterdam en als gevolg van de Belgische Revolutie (hij was Oranjegezind, musicus aan het hof ) ook in Warschau en Kiev (rond 1830), alwaar hij in sommige steden een muziekschool stichtte. Rond 1850 vestigde hij zich in Parijs. Zijn laatste levensjaren bracht hij door bij zijn zoon, die directeur was van het militair hospitaal Val-de-Grâce.
Zijn Journal de chant, voor zangstem met piano- of gitaarbegeleiding, werd uitgegeven in Den Haag en is opgedragen aan S.A.R. la princesse d’Orange. Ook de titel A l’Oranger van een hymne is opgedragen aan de Koninklijke familie.
In 1821 verscheen van zijn hand Dictionnaire de musique moderne met een herdruk in 1828 (Fa. H. Jos. Blaze).